# RIA Novosztyi
A RIA Novosztyi (oroszul: РИА Новости angol nyelvterületen: RIA Novosti, teljes nevén: Российское агентство международной информации – Orosz Nemzetközi Információs Ügynökség, a Новости szó jelentése pedig: hírek) orosz állami hírügynökség volt, mely ezen a néven 1991-től 2013-ig működött, de jogelődeivel együtt 1941-ig vezethető vissza a története. Megszűnését követően – bár a vállalatot felszámolták – utóda, a Rosszija Szevodnya hírügynökség a márkanevet tovább használja a www.ria.ru weboldalon.

## Előzmények
1941. június 24-én – a Harmadik Birodalom Szovjetunió elleni támadása után két nappal – a szovjet kormány megalakította a Szovinformbüro (Советское информационное бюро) nevű propaganda-hírügynökséget, melynek feladata a háborúról való tudósítás volt. Részben a külföldet tájékoztatta a nácizmus elleni küzdelemről, részben a Szovjetunió polgáraiban tartotta a lelket, amikor beszámolt a háború állásáról, a termelésben elért sikerekről, a társadalmi kezdeményezésekről, vagyis a belső propaganda valamennyi eszközét felvonultatta a háború időszakában.

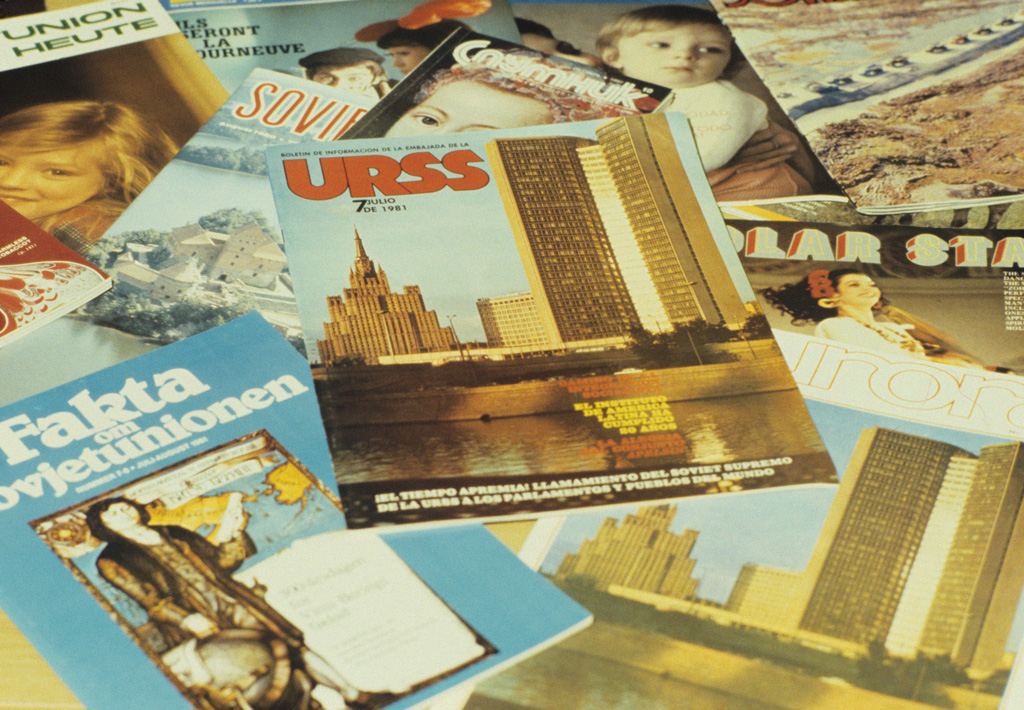
Az APN propagandakiadványai 1982-ben

1961-ben a Szovinformbürót átalakították, jogutóda az Агентство печати «Новости» (Agentszvo Pecsatyi Novosztyi, APN, Novosti Press Agency) társadalmi hírügynökség lett. A társadalmi jelleg itt azt jelentette, hogy nem közvetlenül a szovjet állam, hanem olyan társadalmi szervezetek voltak az alapítók, mint például a Szovjet Újságírók Szövetsége, a Szovjet Írószövetség, Szovjet Baráti Társaságok Szövetsége stb. Az ügynökségnek – elődjéhez hasonlóan – szintén propagandafeladata volt, elsősorban a külföld felé mutatta be a Szovjetunió fejlődését, elért eredményeit, mindennapjait, illetve a szovjet lakosságot tájékoztatta a külföldi népekről. Mottója: Információ a békéért, a nemzetek barátságáért volt. Az ügynökségnek 120 országban volt irodája, 60 újságot adott ki 45 nyelven, és évente több mint 200 könyv és füzet látott napvilágot kiadásában 20 millió példányban.
Az APN – és a későbbi RIA – székházát 1976 és 1980 között építették. A közel 30 ezer m2-es sajtóközpont eredetileg az 1980. évi nyári olimpiai játékok újságíróinak építették, bár a sportverseny nyugati bojkottja miatt részben kihasználatlanul maradt. Az olimpia lezárultát követően az APN költözött az épületbe.

## Története
A Szovjetunió felbomlása idején az APN propagandaügynökségre már nem volt szükség, ugyanakkor infrastruktúrája még jelentős potenciált jelentett. 1990-ben Mihail Gorbacsov rendeletére Informacionnoje Agentsztvo Novosztyi (oroszul: Российское информационное агентство «Новости», vagyis RIA Novosztyi) nevet vette fel az ügynökség, és bár állami kézben maradt, a TASZSZ mellett bizonytalanná vált a szerepe, és így jövője is. 1991 szeptemberében már nem csak a TASZSZ, de a magánkézben lévő Interfax hírügynökség is szorongatta az útját kereső RIA-t. Az ügynökséget átalakították hírelemző szervezetté, emellett tovább működött az 1989-ben TV-Novosztyi néven létrehozott televíziós csatornája RIA TV márkanéven, majd 1996-ban RIA Rádió néven rádióállomást is indítottak. 2005-ben Russia Today néven globális, háromnyelvű (angol, spanyol, arab) televíziócsatorna kezdte meg működését, mely azonban kétes információkat is közreadott: a 2001. szeptember 11-ei terrortámadásokkal kapcsolatos összeesküvés-elméleteknek adott helyet. Ennek ellenére a csatorna népszerűvé vált, mivel a Kremllel szemben ellenzéki véleményeknek is helyt adott. 2010-re 630 millió nézője volt a csatornának, amivel a CNN utáni második legnézettebb tévés hírszolgáltatóvá vált.

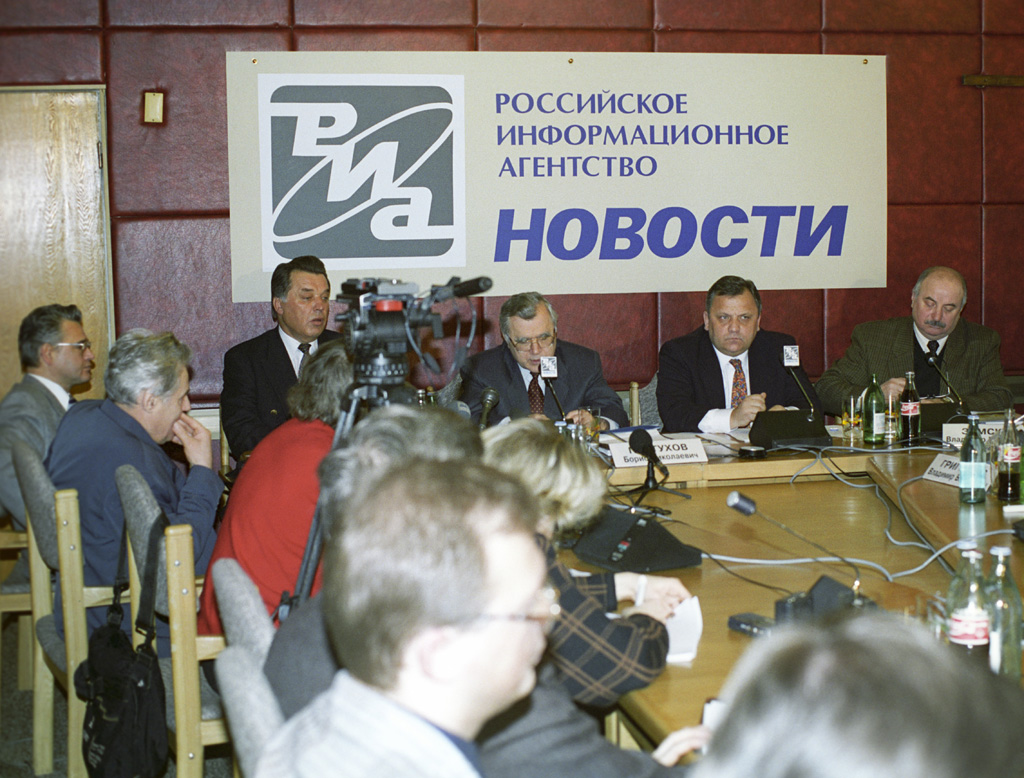
Kerekasztalbeszélgetés 1997-ben a RIA szervezésében

2003-ban új vezetője lett a hírügynökségnek: Szvetlana Mironyuk több változást és korszerűsítést vezetett be a hírközpontban. Törekedett a függetlenségre, miközben a RIA állami ügynökség maradt, és Dmitrij Medvegyev elnöksége alatt kifejezetten élvezte a hatalom támogatását. Ezt a 2008 és 2012 közti időszakot Oroszország Amerika irányában való nyitottsága, a liberalizáció jellemezte. 2012-re adták át több nemzetközi díjat kiérdemlő weboldalukat, melyen a hírek személyre szabhatóan jelentek meg, úgynevezett geotargeting segítségével földrajzi alapon szűrhetők voltak a megjelenő anyagok, s pénzátutalást is lehetett kezdeményezni az oldalon. Oktatási központot hoztak létre az újságírók továbbképzése érdekében, médiakutatásokat végző szervezeti egységük az online felhasználók szokásait vizsgálta. Az online jelenlét és a fejlesztések jelentősen bővítették a RIA olvasóinak táborát.
2013-ban Ukrajnában oroszbarát tüntetések kezdődtek, melyek elvezettek a 2014-es oroszbarát zavargásokhoz. Ebben az időben Vlagyimir Putyin a hírügynökség megszüntetéséről döntött: határozatában megalapította a Rosszija Szegodnya (Oroszország Ma) nevű hírügynökséget, és a RIA Novosztyi teljes infrastruktúráját ez alá vonta, miközben a RIA-t felszámolta. Az új hírügynökség az Oroszországról szóló kép nemzetközi befolyásolására alakult, lényegében hasonlóan propagandista feladatkörrel, mint a Szovjetunió alatt működő jogelődje.